# Gahnia sinuosa
Gahnia sinuosa är en halvgräsart som beskrevs av Jean Raynal. Gahnia sinuosa ingår i släktet Gahnia och familjen halvgräs.
Artens utbredningsområde är Nya Kaledonien. Inga underarter finns listade i Catalogue of Life.